# 盧森堡政治
盧森堡政治以議會代議民主君主制機制運行，由盧森堡首相擔任政府首腦，並實行多黨制。政府根據1868年憲法設立行政部門，而憲法則由政府、盧森堡大公及政務院（內閣）修正、行使。

## 三权分立

### 行政部门
卢森堡的行政权由1868年宪法及其修正案规定，由政府、大公和政府委员会（内阁）共同行使。内阁由首相和若干部长组成，首相通常是议会中拥有最多席位的政党或政党联盟的领导人。目前的政府是基督教社会人民党（CSV）与卢森堡民主党（DP）的联盟。

#### 大公
卢森堡的君主制采用绝对长子继承制，现任大公是亨利，自2000年10月7日起执政。大公拥有解散议会并重设新议会的权力，但自1919年以来，主权实际归属于国家，君主的角色更多只是象征性的。

#### 首相与副首相
首相和副首相由大公任命，但任命基于众议院普选结果。现任首相是吕克·弗里登，他来自基督教社会人民党，自2023年11月17日起上任；副首相是泽维尔·贝特尔（Xavier Bettel），来自DP，同样自2023年11月17日起任职。所有政府成员对众议院负责。

### 立法部门
卢森堡的立法权由政府和议会共同行使，具体由众议院（Chambre des Députés）执行。
卢森堡众议院由60名议员组成，通过四个多席位选区按比例代表制直接选举产生，任期五年。众议院是卢森堡立法的主要机构，负责制定法律并监督政府。
国务委员会（Conseil d'État）是一个由21名公民组成的咨询机构，成员通常是政治家或高级公务员，由政府、议会和国务委员会依次提名，并由大公任命。传统上，王位继承人是其成员之一。它的职责是就立法草案和政府法规向众议院及政府提供建议，任期最长为连续或不连续的12年，或成员达到72岁时结束。

### 司法部门
卢森堡的司法机构独立于行政和立法机构，其法律体系以《拿破仑法典》为基础，经过多次更新和现代化。最高法院（Cour Supérieure de Justice）位于司法系统顶端，法官由大公任命，负责审理重大案件。行政法院（Cour Administrative）同样由大公任命法官，并负责处理行政诉讼事务。

## 近期政治历史与主要政党
自二战结束以来，卢森堡的政治格局由多党制主导，以下是主要政党及其历史演变。
基督教社会人民党（CSV）是卢森堡最大的政党，以天主教导向为特点，类似西欧的基督教民主党，享有广泛支持。自1945年以来，CSV几乎一直是执政联盟的主要伙伴，仅在1974-1979年（与DP-LSAP联盟）和2013-2023年（与DP-LSAP-绿党联盟）期间有所例外。2004年，CSV赢得了24席，首相让-克洛德·容克（Jean-Claude Juncker）凭借个人魅力推动了该党的胜利。2023年10月大选后，CSV再次获胜，吕克·弗里登成为新一任首相。
民主党（DP）是一个社会自由主义政党，主要支持者包括自雇人士、商界人士和城市中上阶层。DP主张最小化政府干预经济，支持北约和政教分离。DP在卢森堡市拥有坚实的基础，市长通常由该党成员担任。2013年，格扎维埃·贝泰尔领导DP与卢森堡社会工人党和绿党组成了执政联盟，并担任首相至2023年。如今，DP成为CSV的联盟伙伴，格扎维埃·贝泰尔继续担任副首相兼外交部长。
卢森堡社会工人党（LSAP）是奉行社会民主主义的政党，主要支持者集中在卢森堡的南部工业区（Minette地区）。自1974年以来，LSAP通常是执政联盟的初级伙伴。然而，在2023年10月的选举中，该党未能赢得足够的支持，成为了反对党。
{{tsl|en绿党成立于1983年，党内主要反对核武器和核能，积极推动环保政策，且反对卢森堡继续保持北约成员身份。随着支持率的逐步上升，绿党曾在2013至2023年间参与了执政联盟，推动了许多环保政策。
另类民主改革党（ADR）是一个民族保守主義政党，持有温和的欧洲怀疑论立场，主张保护卢森堡语。尽管其在政治上的影响力较为有限，但ADR自2004年以来一直保持着稳定的选民支持，赢得了5席。
左翼党是一个民主社会主义政党，成立于1999年，目前在议会中持有2席。虽然规模较小，但它的政治立场在一些选民中有一定的支持基础。
卢森堡海盗党成立于2009年，主张更开放和透明的政府，支持草根民主、数字自由和信息共享。该党在2018年赢得了2席，展现了较强的活力，尤其是在年轻选民中有一定的支持，并提议把最低投票年龄降低至16岁。
卢森堡共产党（KPL）是卢森堡唯一奉行共产主义的政党，它曾在二战后对卢森堡的政治产生过较大影响，但自2004年以来便未能在议会中获得席位。其主要支持者集中在南部的工业区。尽管如此，党内依然存在一些坚定的支持者，主张更加公平的社会制度。